# Sigrid Fick
Sigrid Fick (28 mars 1887 à Helsinki - 4 juin 1979 à Stockholm) est une joueuse de tennis suédoise du début du XXe siècle.
Elle s'est notamment illustrée aux Jeux olympiques de Londres en 1912, remportant deux médailles en double mixte aux côtés de Gunnar Setterwall (l'argent en extérieur et le bronze en salle).

## Palmarès (partiel)

### Finale en double mixte
| No | Date       | Nom et lieu du tournoi          | Catégorie     | Surface      | Vainqueures                           | Partenaire        | Score    |          |
| -- | ---------- | ------------------------------- | ------------- | ------------ | ------------------------------------- | ----------------- | -------- | -------- |
| 1  | 28/06/1912 | Jeux olympiques d'été Stockholm | J. olympiques | Terre (ext.) | Dorothea Köring · Heinrich Schomburgk | Gunnar Setterwall | 6-4, 6-0 | Parcours |

## Parcours aux Jeux olympiques

### En simple dames
| # | Date       | Nom de l'olympiade               | Surface        | Résultat                 | Ultime adversaire | Score    |          |
| - | ---------- | -------------------------------- | -------------- | ------------------------ | ----------------- | -------- | -------- |
| 1 | 05/05/1912 | Jeux olympiques d'été, Stockholm | Parquet (int.) | 4e place (petite finale) | Mabel Parton      | 6-3, 6-3 | Parcours |
| 2 | 28/06/1912 | Jeux olympiques d'été, Stockholm | Terre (ext.)   | 1er tour (1/8)           | Dorothea Köring   | 7-5, 6-3 | Parcours |
| 3 | 23/08/1920 | Jeux olympiques d'été, Anvers    | Gazon (ext.)   | 4e place (petite finale) | Kitty McKane      | 6-2, 6-0 | Parcours |
| 4 | 13/07/1924 | Jeux olympiques d'été, Paris     | Terre (ext.)   | 3e tour (1/8)            | Kitty McKane      | 6-1, 6-1 | Parcours |

### En double dames
| # | Date       | Nom de l'olympiade           | Surface      | Résultat      | Partenaire          | Ultimes adversaires              | Score    |          |
| - | ---------- | ---------------------------- | ------------ | ------------- | ------------------- | -------------------------------- | -------- | -------- |
| 1 | 23/08/1920 | Jeux olympiques d'été Anvers | Gazon (ext.) | 1/4 de finale | Stromberg-Von Essen | Élisabeth d'Ayen Suzanne Lenglen | 6-4, 6-3 | Parcours |
| 2 | 13/07/1924 | Jeux olympiques d'été Paris  | Terre (ext.) | 1/4 de finale | Stromberg-Von Essen | Phyllis Howkins Kitty McKane     | 6-2, 6-3 | Parcours |

### En double mixte
| # | Date       | Nom de l'olympiade              | Surface        | Résultat        | Partenaire        | Ultimes adversaires                   | Score    |          |
| - | ---------- | ------------------------------- | -------------- | --------------- | ----------------- | ------------------------------------- | -------- | -------- |
| 1 | 05/05/1912 | Jeux olympiques d'été Stockholm | Parquet (int.) | Bronze          | Gunnar Setterwall | Carl Kempe Margarete Cederschiöld     | Forfait  | Parcours |
| 2 | 28/06/1912 | Jeux olympiques d'été Stockholm | Terre (ext.)   | Argent          | Gunnar Setterwall | Heinrich Schomburgk · Dorothea Köring | 6-4, 6-0 | Parcours |
| 3 | 23/08/1920 | Jeux olympiques d'été Anvers    | Gazon (ext.)   | 1er tour (1/16) | Albert Lindqvist  | Pierre Hirsch Élisabeth d'Ayen        | 7-5, 8-6 | Parcours |
| 4 | 13/07/1924 | Jeux olympiques d'été Paris     | Terre (ext.)   | 1/4 de finale   | Henning Muller    | Richard Norris Hazel Hotchkiss        | 8-6, 6-3 | Parcours |